# Raphaël Kalinowski
Raphaël (Rafał) Kalinowski, en religion Raphaël de Saint-Joseph, dans la vie civile Józef Kalinowski, né le 1er septembre 1835 à Wilno et mort le 15 novembre 1907 à Wadowice, est l'un des commandants de l'insurrection polonaise contre le tsar, mais également un ecclésiastique polonais, reconnu comme saint par l'Église catholique. 
Bachelier en 1850, il poursuit ses études dans l'École de génie militaire à Saint-Pétersbourg, puis travaille dans l'Empire russe comme ingénieur. Lors de l'insurrection polonaise de 1863 il quitte l'armée russe et participe à l'insurrection. Arrêté, il est condamné aux travaux forcés en Sibérie. 
De retour d'exil, il est engagé comme tuteur d'Auguste Czartoryski, ce qui l'amène, en 1874, à s'installer à Paris avec son élève. En 1877, il entre dans l'ordre du Carmel, et par la suite, fonde plusieurs couvents du Carmel sur les terres polonaises. Il est très réputé durant sa vie, et même après sa mort en 1907. Il est considéré comme l'auteur du renouveau de l'ordre du Carmel polonais.
Il est béatifié le 22 juin 1983 et canonisé le 17 novembre 1991 par le pape Jean-Paul II.

## Biographie

### Jeunesse et études

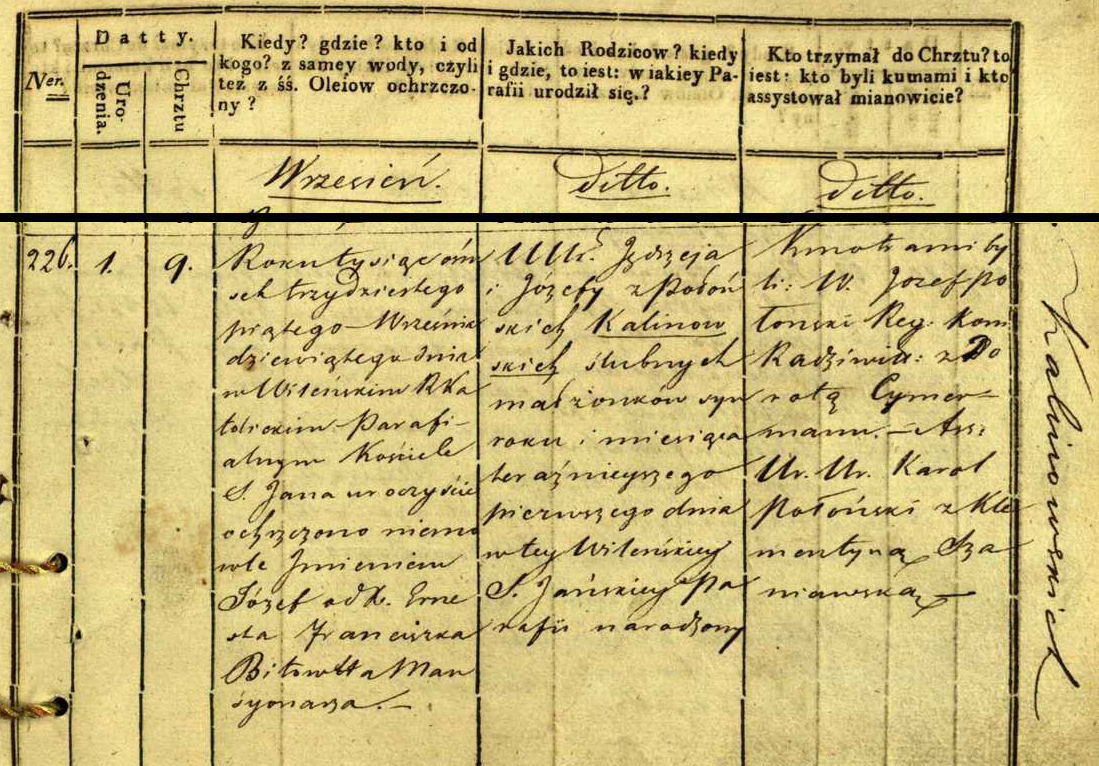
Registre de naissance (paroisse de St Jean à in Wilno, 226/1835).

Second fils des nobles polonais, Andrzej Kalinowski, professeur de mathématiques et Józéfina née Polonska, Józef Kalinowski est né le 1er septembre 1835 à Wilnius, la capitale de la Lituanie alors occupé par l'Empire russe. Sa mère mourut quelques semaines après sa naissance, et son père se remaria avec la sœur de sa femme, avec laquelle il eut trois enfants. Veuf à nouveau neuf ans plus tard, il se remaria pour la troisième fois avec Zofia Puttkamer qui lui donna quatre enfants.
À l'époque, la patrie de Józef Kalinowski, la république des Deux Nations (Pologne-Lituanie), était partagée depuis la fin du XVIIIe siècle entre trois puissances voisines : l'Autriche, la Prusse et la Russie. Dans la partie occupée par l'Empire russe, les universités polonaises furent fermées dans la vague des répressions qui suivirent la défaite de l'insurrection polonaise de 1830, contraignant la jeunesse désireuse de s'instruire soit à rejoindre les universités russes soit à s'exiler à l'étranger. En 1850, après avoir réussi son examen de baccalauréat avec mention, Józef s'orienta dans un premier temps vers l'Institut agronomique de Hory-Horki. Mais deux ans plus tard, il abandonne ces études et choisit les sciences exactes à l'Ecole de génie militaire à Saint-Pétersbourg.
En 1857, il obtint le grade d'ingénieur-lieutenant et fut nommé maître de conférences en mathématiques. Il exerça en tant qu'ingénieur à Koursk, travaillant sur la conception du chemin de fer Koursk-Kiev-Odessa. C'est là qu'il découvrit Les Confessions de saint Augustin, et qu'une profonde conversion s'amorça en lui : « Je regarde la vie maintenant avec plus de calme, et ses plaisirs ont perdu pour moi beaucoup de leurs charmes ». Il dira aussi, à la même époque : « J'ai retrouvé la valeur des concepts religieux que je connaissais et je me suis enfin tourné vers eux ».
Commissionné comme surintendant ingénieur en 1860, il fut ensuite assigné à la forteresse de Brest-Litovsk, une ville située sur l'ancienne frontière polonaise. Il y découvrit l'ampleur des persécutions subies par les catholiques de Pologne et de Lituanie, les tsars voulant de gré ou de force russifier tous les peuples. Józef Kalinowski quitta alors l'armée russe et se consacra à la défense de sa nation.

### Insurrection polonaise de 1863

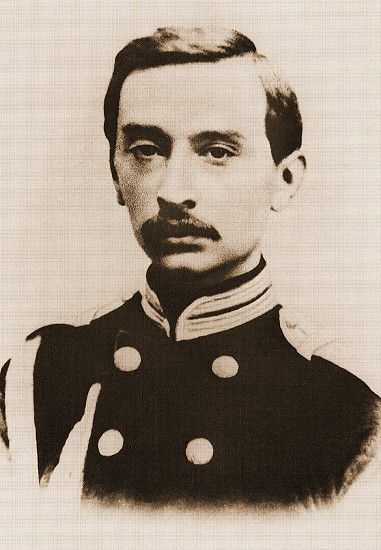
Raphaël Kalinowski comme officier.

En janvier 1863 éclata l'insurrection polonaise contre la Russie. C'était le soulèvement polonais le plus important et le plus long. Bien que ses unités militaires mobilisèrent plus de 200 000 combattants, l'insurrection se solda par un échec, et les participants et les commandants du soulèvement furent exécutés, déportés en Sibérie ou poussés à l'exil. Józef était conscient de la puissance militaire de l'empereur et déconseilla la révolte. Selon lui : « La terre polonaise a besoin de sueur de notre front pas de notre sang ». Pour ne pas être obligé à se battre contre ses compatriotes, il démissionna de son poste dans l'armée et quitta Brest. Bien qu'il n'ait pas changé d'avis, il accepta de diriger le département de la guerre des insurgés en Lituanie. Il refusa cependant de mener des activités de propagande et d'exécuter des condamnations à mort. Józef et les autres leaders furent arrêtés en mars 1864 dont Kastous Kalinowski, le chef de l'insurrectin à Vilnius. Ce dernier fut condamné à mort et exécuté.  Le 2 juin 1864, Józef fut condamné à mort à son tour. Toutefois, grâce à l'intercession de la famille, sa peine fut commuée à 10 années de travaux forcés en Sibérie.

### Déportation en Sibérie
Józef Kalinowski quitta Wilnius le 29 juin 1864. D'abord en train militaire via Saint-Pétersbourg et Moscou jusqu'à Nijni Novgorod, où les prisonniers montèrent à bord de bateaux sur la Volga pour atteindre le camp de prisonniers de Perm. En septembre, les déportés traversèrent les montagnes de l'Oural, à pied ou dans une charrette tirée par des chevaux. Beaucoup d'eux moururent en route du typhus, d'épuisement ou de froid. Ils furent enterrés au bord de la route. Les survivants marchèrent durant dix mois, pour arriver enfin à Ouzola, près du lac Baïkal où ils parvinrent le 15 avril 1865.   

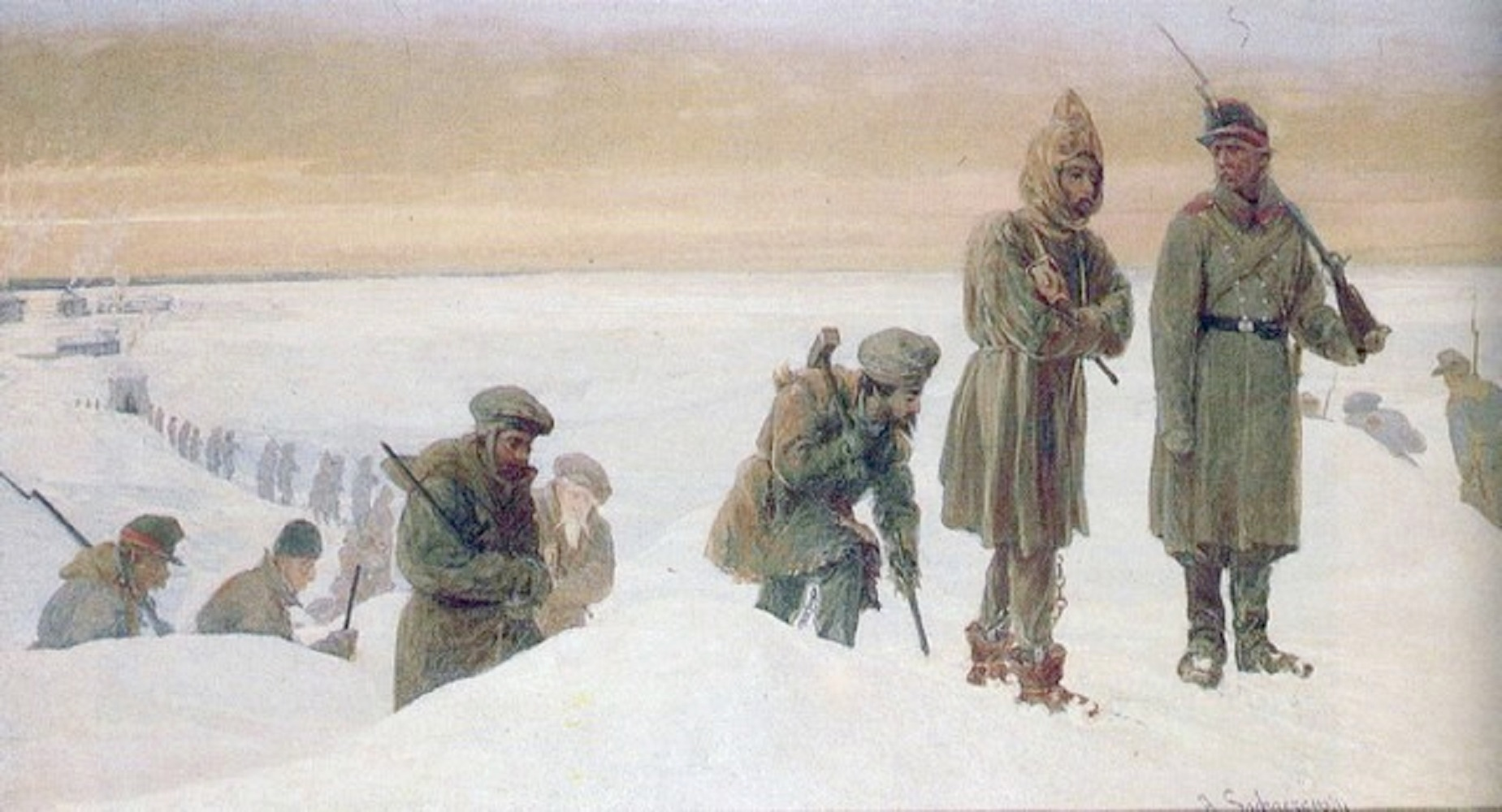
Peinture d'Aleksander Sochaczewski montrant des exilés polonais en Sibérie. La personne qui se tient juste à côté du garde est le polonais Saint Rafał Kalinowski.

L'exil, souvent comparé par Kalinowski à la mort civile, l'incertitude constante de demain et la lutte pour survivre, ne l'enfermèrent pas en lui-même. Il se comporta envers ses compagnons de misère avec une très grande charité. Il puisa la force de supporter les souffrances dans la prière :« Le monde peut me priver de tout, mais il me restera toujours un lieu caché qui lui est inaccessible : la prière ! En elle, on peut recueillir le passé, le présent et l'avenir et les placer sous le signe de l'espérance. Oh Dieu, quel grand trésor tu accordes à ceux qui espèrent en toi ».  
En 1868, après l'amnistie des travaux forcés, il s'installa à Irkoutsk.  
C'est pendant cette pénible période de sa vie qu'il entendit l'appel au sacerdoce.  
Après 10 ans d'exil, le 2 février 1874, il fut libéré mais interdit de séjour dans sa terre natale. De son séjour en Sibérie il est revenu convaincu du besoin de se consacrer à la jeunesse puisque lors de cette étape de la vie, l’apprentissage configure la personne et que c’est un moment pour décider du futur. Il recherchait avant tout une formation intégrale de l’être humain.

### L'Hotel Lambert
Le destin mit Kalinowski en contact avec le prince Władysław Czartoryski qui l'emploie comme tuteur de son fils August. Józef s'occupa des études du jeune prince durant deux ans. Tous deux arrivèrent à Paris le 27 octobre 1874, mais, le jeune homme, de santé fragile, dut aller d'un établissement de cure à l'autre. Dans les années 1874-1877 qui passa à Paris, Kalinowski participa à des activités politiques et sociales de l'Hotel Lambert, la résidence du prince polonais à Paris et par extension siège des patriotes polonais en exil. Kalinowski fut impliqué dans le travail en faveur de la cause polonaise et des émigrés polonais en France. 

### L'appel au sacerdoce

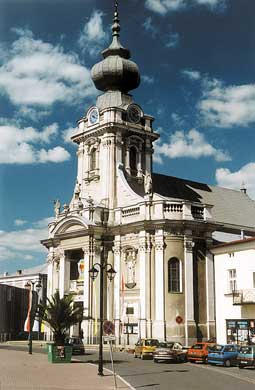
Basilique de Wadowice.

À l'automne 1876, Józef Kalinowski décida entrer dans l'ordre du Carmel. Le 15 juillet 1877, à 42 ans, Józef  entra comme novice au couvent de Graz où il prit le nom de Raphaël de Saint-Joseph. Il prononça ses premiers vœux le 26 novembre 1878 et partit faire des études de philosophie et de théologie en Hongrie au couvent de Raab. 
De son côté, son élève  August découvrit, avec l'aide de Józef Kalinowski, sa vocation sacerdotale et religieuse. Il fut reçu en 1887 chez les salésiens par leur fondateur, saint Jean Bosco. 
Le 15 janvier 1882, Kalinowski prononça ses vœux et fut ordonné prêtre par l'archevêque de Cracovie. Il devint prieur du couvent de Czerna.

### Le Père Raphaël
Son œuvre concernant le Carmel en Pologne fut très féconde et contribua grandement à la renaissance et à l’essor du Carmel en Pologne. Il fut à l'origine des fondations des monastères à Przemyśl en 1884 et à Lwów en 1888. A Wadowice, il fonda un monastère et un petit séminaire pour accueillir les hommes qui voulaient intégrer le Carmel. 
En 1899, le Père Raphaël fut nommé Visiteur et Vicaire provincial de l'ensemble de ces monastères. En 1906, il prit la direction du collège de théologie à Wadowice. Il organisa l'ordre des Carmes déchaux séculier. 
Il fut partout apprécié comme directeur spirituel et comme confesseur. Il enseigna à avoir le courage de persévérer dans la foi et d’avoir confiance en les difficultés; et également qu’il était possible d’avancer vers l’homme et le pardon, uniquement à la lumière de la réconciliation en provenance de Dieu. Et que pour pouvoir pardonner, il fallait savoir que l’on était pardonné.

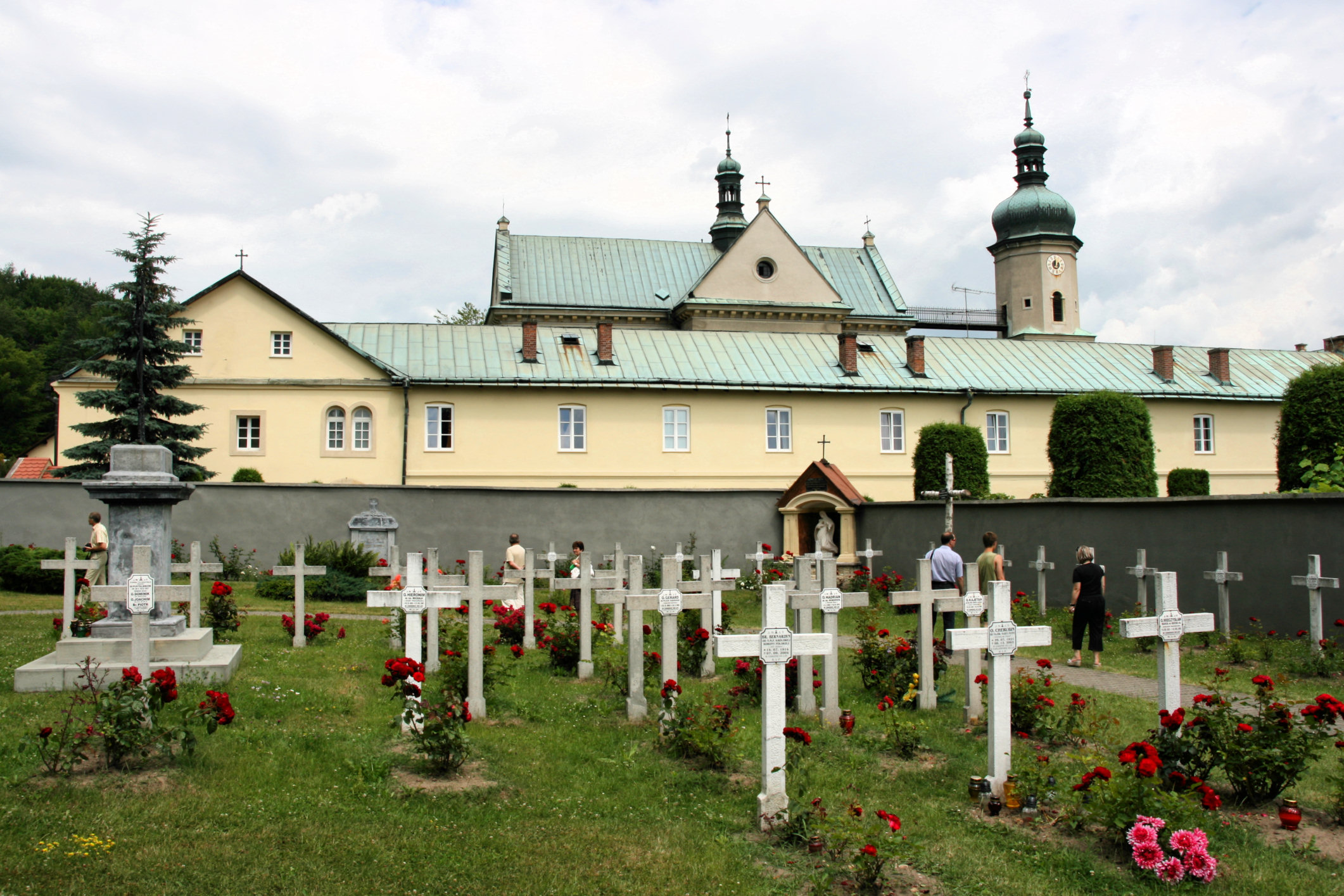
Monastère des Carmes déchaussés à Czerna, Pologne.

Il rassembla toutes les archives conventuelles dispersées lors des suppressions d'anciens monastères. Il retrouva de nombreux documents sur l'histoire de tous les couvents carmélites polonais, et publia les Chroniques Carmélitaines sur les monastères et les couvents de Vilnius, Varsovie, Cracovie et Lwów.  Il publia également plusieurs fascicules sur : Thérèse d'Avila, Thérèse de Lisieux, son ami père Cohen, le culte marial dans le Carmel polonais, les martyrs polonais du XVIIe siècle. En 1904, sur ordre de ses supérieurs, il commença à écrire ses Mémoires.
Rafał Kalinowski décéda le 15 novembre 1907, dans le monastère qu'il fonda à Wadowice. Le 15 novembre est le jour de la commémoration de tous les défunts de l'ordre du Carmel. Il est enterré dans le cimetière du monastère de Czerna.

## Canonisation

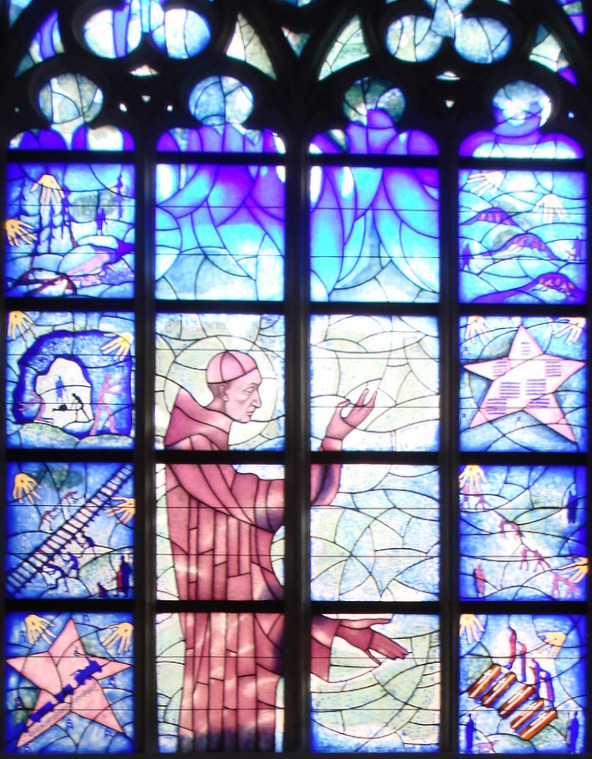
Vitrail représentant le saint dans l'église de Wrocław.

Au cours de sa vie et après sa mort, il jouit d'une renommée remarquable pour la sainteté. En 1966, pour le millénaire de la Pologne, l'archevêque de Cracovie Karol Józef Wojtyła, futur pape Jean-Paul II originaire de Wadowice, prononça l'homélie à Czerna auprès de la dépouille mortelle de Józef Kalinowski.
Le processus pour sa béatification fut initié dans le diocèse de Cracovie dans les années 1934-1938. Il est repris à Rome en 1943, où a été publié le décret concernant ses écrits. Sa cause a été introduite en 1952. De 1953-1956, la Congrégation a procédé à la discussion sur ses vertus, et le procès apostolique a été réalisé.
Rafał Kalinowski a été béatifié à Cracovie le 22 juin 1983 et canonisé à Rome le 17 novembre 1991 par le pape Jean-Paul II.
Sa fête a été fixée au 19 novembre. Il est invoqué comme patron des sibériens, des éducateurs, des cheminots, des ingénieurs et des jeunes. Dans l'ordre du Carmel, sa fête est célébrée avec rang de mémoire.

## Citations
- « Le monde peut me priver de tout, mais il me restera toujours un lieu caché qui lui est inaccessible : la prière ! En elle, on peut recueillir le passé, le présent et l'avenir et les placer sous le signe de l'espérance. Oh Dieu, quel grand trésor tu accordes à ceux qui espèrent en toi. »

- « Notre tâche principale au Carmel est de converser avec Dieu en toutes nos actions. »

- « Pour les frères et sœurs carmélites, honorer la Très Sainte Vierge est d'une importance primordiale. Et nous l'aimons si nous nous efforçons d'imiter ses vertus, en particulier son humilité et son recueillement dans la prière. ... Nos yeux doivent être constamment tournés vers elle, toutes nos affections doivent être adressées à elle. Nous devons toujours préserver le souvenir de ses grâces et nous efforcer de lui être toujours fidèle. »[9]